# Su Haoyu
Pour les articles homonymes, voir Su.
Dans ce nom, le nom de famille, Su, précède le nom personnel.
Su Haoyu, né le 26 octobre 2000,, est un coureur cycliste chinois.

## Biographie
Bon grimpeur, Su Haoyu se distingue lors du Tour du lac Qinghai 2022 en terminant deuxième de deux étapes et quatrième du classement général. Il intègre ensuite la formation China Glory Continental en 2023. Sous ses nouvelles couleurs, il finit quatrième du championnat de Chine du contre-la-montre et septième d'une compétition turque inscrite au calendrier de l'UCI. Il représente également son pays aux championnats du monde de Glasgow.
Il est annoncé dans l'équipe World Tour XDS Astana en 2025 et 2026 à la suite de l'arrivée d'un co-sponsor chinois.

## Palmarès et résultats

### Par année
- 2023
  - 3e de la Yantian 100 Classic
- 2025
  - 2e du championnat de Chine du contre-la-montre
  - 2e du championnat de Chine sur route

### Classements mondiaux
| Année         | 2022 |
| ------------- | ---- |
| UCI Asia Tour | 114e |